# Lancova vas
Lancova vas este o localitate din comuna Videm, Slovenia.